# Филомарино, Франческо
Франческо Филомарино (итал. Francesco Filomarino; 1600 — 14 ноября 1678), 3-й князь ди Рокка-д'Аспро, 2-й герцог ди Пердифумо — неаполитанский аристократ.

## Биография
Сын Маркантонио Филомарино, князя ди Рокка-д'Аспро, и Корнелии Караччоло.
В 1634 году наследовал отцу. В ходе антииспанского восстания в Неаполе был помощником лидера повстанцев Мазаньелло, назначившего Филомарино grassiere (аналогом римского префекта анноны) — ответственным за продовольственную политику, стратегическую должность для города с 300-тысячным населением.
После смерти Мазаньелло князь сотрудничал с руководителем Неаполитанской республики капитаном народа Дженнаро Аннезе.
Дворец Филомарино был одним из центров обороны восставших, из-за этого неоднократно подвергался артиллерийскому обстрелу со стороны испанских войск и получил серьезные повреждения.
Князь Рокка-д'Аспро выступал посредником между lazzari (молодежь из простонародья, являвшася основной движущей силой восстания) и испанскими властями, вступив в переговоры с командовавшим осадой доном Хуаном Австрийским (основным посредником был его родственник архиепископ Асканио Филомарино). Также Филомарино противодействовал Генриху II де Гизу, претендовавшему на трон Неаполя в качестве потомка короля Рене Доброго.
6 апреля 1648 испанская армия вошла в мятежные районы города и Филомарино отправился с выражением покорности к дону Хуану в Портальбу. 9 марта 1648 испанцы подвергли позиции повстанцев сильной бомбардировке, разрушив при этом верхнюю часть здания княжеского дворца. После восстановления испанского режима Филомарино потратил большие средства на его восстановление.
15 июля 1652 князь ди Рокка-д'Аспро был пожалован Филиппом IV в рыцари ордена Золотого руна.
В 1635—1664 годах был управляющим сиротского приюта при базилике Сантиссима-Аннунциата.
Жена (2.05.1628): Ипполита Пиньятелли (ум. 2.03.1662), дочь Луиджи Пиньятелли и Виттории Филомарино, вдова Марчелло Каванильи
Владения Франческо Филомарино унаследовал его брат Джован Баттиста.